# Ноул-хаус
Ноул-хаус (англ. Knole House) — дворянская усадьба в парке площадью 4 км², расположенном близ Севенокса на западе графства Кент.
Дворец в Ноуле был построен в 1456-85 гг. для архиепископа Томаса Буршье. Позднее здесь жили другие кентерберийские архиепископы, а Джон Мортон здесь и умер. Король Генрих VIII отобрал поместье у Томаса Кранмера, а в 1566 году его владельцем стал двоюродный брат Анны Болейн — Томас Сэквилл (1536—1608), потомки которого носили в XVI—XIX веках титулы графов и герцогов Дорсет. В 1642 году усадьбу захватили и разграбили парламентские войска. Самой известной из наследников Сэквилла была писательница Вита Сэквилл-Уэст (1892—1962), известная своими романтическими отношениями с Вирджинией Вулф . В романе «Орландо» Вулф описала Виту и её предков из Ноул-хауса.
Сэквилл-Уэсты постоянно расширяли и перестраивали усадьбу, однако в основе своей это по-прежнему здание тюдоровской архитектуры. Считается, что в соответствии с принципами ренессансной гармонии в усадебном доме 365 комнат и 52 лестницы — столько же, сколько в году суток и недель. Среди дворянских усадьб Англии Ноул-хаус примечателен высокой степенью сохранности интерьеров XVII века. Стены украшают портреты владельцев поместья кисти Ван Дейка, Лели, Кнеллера, Рейнольдса и Гейнсборо.

## В культуре
- В Ноул-хаусе The Beatles снимали клипы к песням «Penny Lane» и «Strawberry Fields Forever».